# Motaz Hawsawi
Pour les articles homonymes, voir Hawsawi.
Pour l’article ayant un titre homophone, voir Mottaz.
Motaz Hawsawi, né le 17 février 1992 à Djeddah en Arabie saoudite, est un footballeur international saoudien. Il évolue au poste de défenseur central.

## Biographie

### En club
Il participe à plusieurs reprises à la Ligue des champions d'Asie avec l'équipe d'Al-Ahli Djeddah.

### En équipe nationale
Avec les moins de 20 ans, il participe à la Coupe du monde des moins de 20 ans en 2011. Lors de cette compétition, il ne joue qu'un seul match, contre le Brésil.
Il joue son premier match en équipe d'Arabie saoudite le 5 décembre 2012, en amical contre la Zambie (victoire 2-1).
Il participe ensuite aux éliminatoires du mondial 2018.

## Palmarès
Avec l'Al-Ahli Djeddah
- Champion d'Arabie saoudite en 2016
- Vice-champion d'Arabie saoudite en 2015 et 2017
- Finaliste de la Coupe d'Arabie saoudite en 2016
- Vainqueur de la Coupe du Roi des champions d'Arabie saoudite en 2016
- Finaliste de la Coupe du Roi des champions d'Arabie saoudite en 2017
- Vainqueur de la Supercoupe d'Arabie saoudite en 2016